# Hilduin de Joinville
Hilduin de Joinville  ou Houdouin de Joinville, mort en 1055, est seigneur de Nully et héritier de la seigneurie de Joinville au milieu du XIe siècle. Il est le fils de Geoffroy Ier, seigneur de Joinville, et Blanche de Reynel.

## Biographie
Il est le fils aîné et héritier de Geoffroy Ier, seigneur de Joinville, mais il obtient du vivant de son père la seigneurie de Nully.
Au milieu du XIe siècle (en 1055 selon Aubry de Trois-Fontaines), le seigneur de Joinville convoitait le territoire du Bolenois appartenant alors aux comtes de Bologne, également seigneurs de Sexfontaines. À la suite d'une bataille, Geoffroy Ier fut fait prisonnier, et son fils Hilduin fut tué. Dans sa chronique, Aubry nous informe que ce dernier laissait trois jeunes enfants.

## Mariage et enfants
Le nom de son épouse est inconnu mais il a au moins trois enfants :
- Gautier de Joinville, qui succède à son père, probablement mort sans union ni postérité ;
- Wicher de Joinville, qui succède à son frère, probablement mort sans union ni postérité ;
- Hesceline de Joinville, qui succède à ses frères. Elle épouse Gui d'Aigremont, fils de Foulques de Serqueux, seigneur d'Aigremont, et de Saruc de Grancey, à qui elle transmet la seigneurie de Nully et de qui elle a au moins un enfant :
  - Guerry ou Werry de Nully, qui succède à ses parents.

## Source
- Marie Henry d'Arbois de Jubainville, Histoire des Ducs et Comtes de Champagne, 1865.